# Amtsbergturm

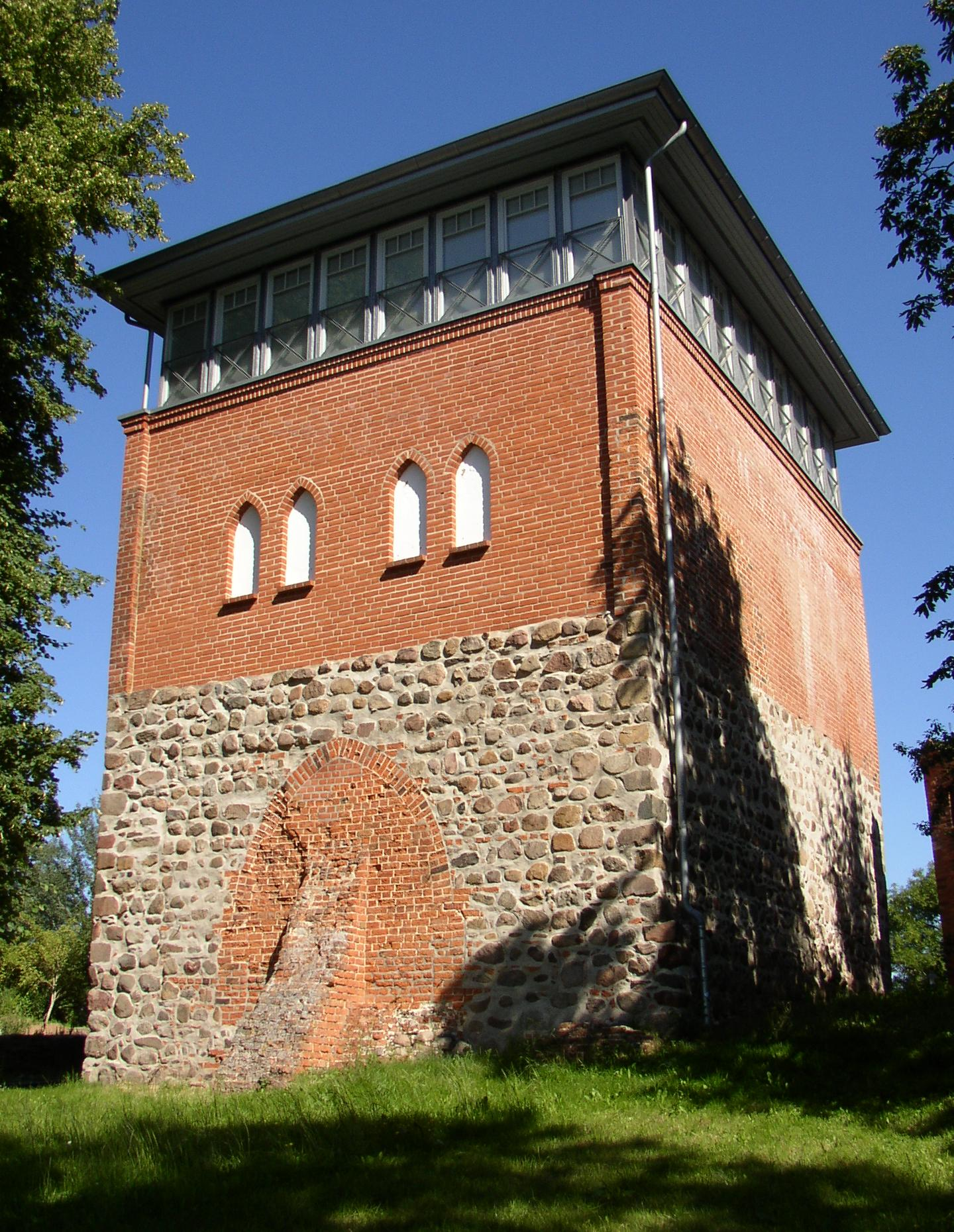

Der Amtsbergturm, auch  Burgtorturm, in Wittenburg (Mecklenburg-Vorpommern), Am Amtsberg 3, stammt aus dem Mittelalter. 
Das Gebäude steht unter Denkmalschutz.

## Geschichte
Die Stadt Wittenburg mit 6303 Einwohnern (2020) wurde 1194 als provincie erstmals erwähnt und 1230 als civitas (Stadt).

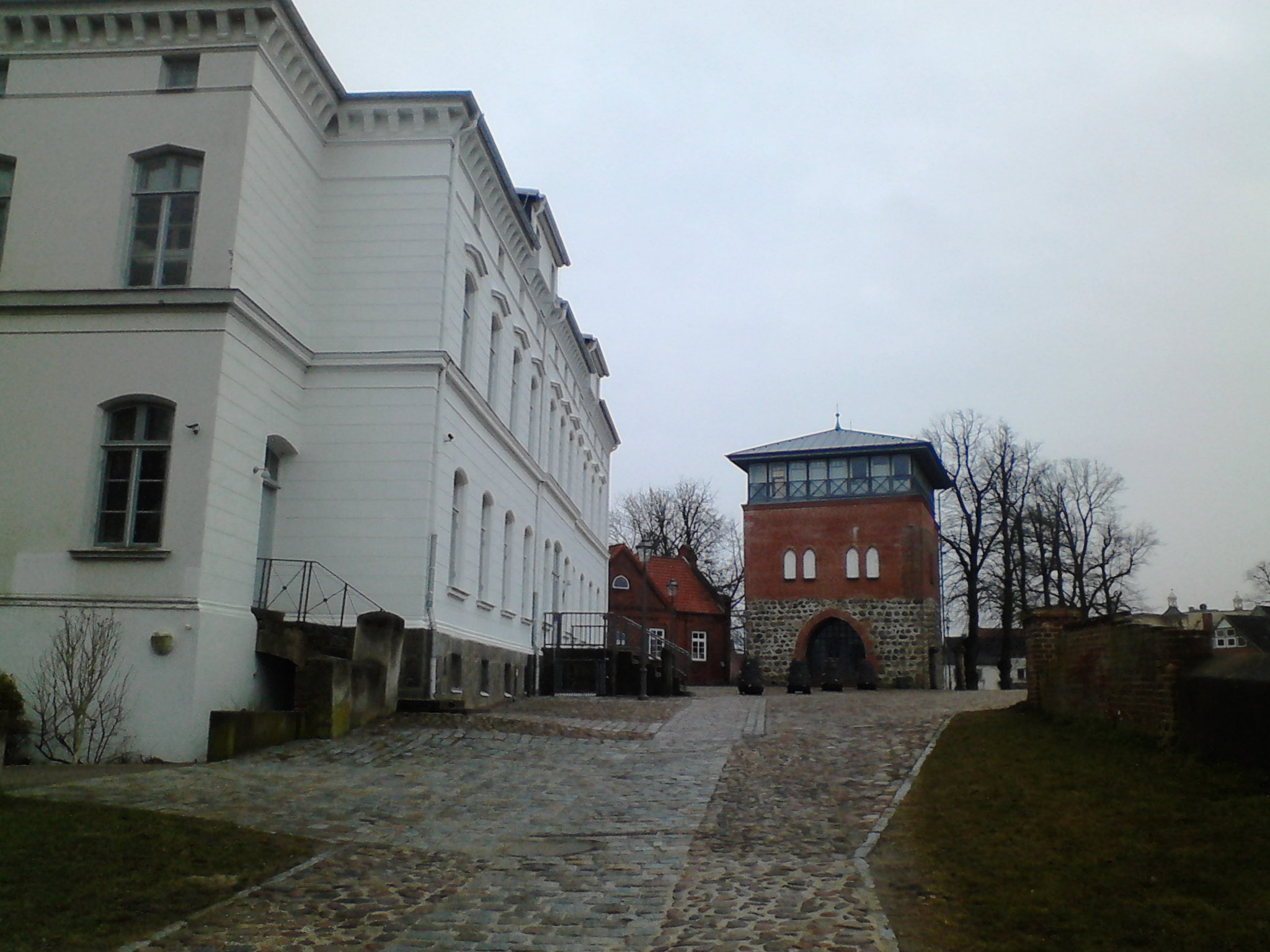
Amtsgericht und Amtsbergturm

Die erste frühmittelalterliche Burg wurde 1150 von Heinrich dem Löwen zerstört und durch eine neue massive Burganlage ersetzt.
Der dreigeschossige spätmittelalterliche gotische Torturm (oder Bergfried) ist der Rest der Burganlage und einziger erhaltener Teil des 1848 errichteten Amtsgebäudes. Er steht auf den alten Fundamenten der Burg und besteht aus Felsstein- und darüber Backsteinmauerwerk. Neben dem Turm befindet sich das eingeschossige Heimatmuseum. Reste der mittelalterlichen Burganlage sind in einer Parkanlage noch sichtbar.
1998 wurden die Reste des Turms im Rahmen der Städtebauförderung saniert, rekonstruiert und es wurde eine verglaste dritte Aussichtsebene geschaffen, die auch für Ausstellungen genutzt wird.